# Pidonia warusawadakensis
Pidonia warusawadakensis là một loài bọ cánh cứng trong họ Cerambycidae.